# 하버러

하버러의 위치

하버러(영어: Harborough)는 잉글랜드 레스터셔주에 위치한 비도시 자치구로 중심 도시는 마켓하버러이며 인구는 88,008명(2014년 기준), 면적은 591.8km2이다.